# Mokrýš střídavolistý
Mokrýš střídavolistý (Chrysosplenium alternifolium) je vytrvalá, křehká, vlhkomilná, planě rostoucí rostlina. Je jedním ze dvou druhů rodu mokrýš známých z české přírody, kde je původním druhem a poměrně hojně rozšířenou bylinou. Vyskytuje se hlavně na zamokřených místech nevhodných pro pěstování užitkových plodin a není považován za plevelnou nebo ohroženou rostlinu, je mu proto věnována malá pozornost.

## Rozšíření
Roste hlavně v Evropě, jeho areál se rozprostírá se z východní Francie na západě až po Ural na východě, z jihu je ohraničen Apeninským poloostrovem a Balkánem, ze severu jihem Skandinávie; vyskytuje se také na Kavkaze. V České republice je poměrně hojný, roste od nížin do podhůří, v horách řidčeji.

## Ekologie
Preferuje úživné a trvale vlhké půdy, roste na silně vlhkých stanovištích, jako jsou lesní prameniště, mokřady a rašeliniště, v lužních lesích, olšinách, na březích vodních nádrží i pravidelně se rozvodňujících toků, vždy na místech s vysokou hladinou podzemní vody.
Tento hemikryptofyt vyrůstá již brzy na jaře, nejčastěji ještě před olistěním okolních stromů. Obvykle se více rostlin vyskytuje pospolitě a kvetou již od konce března do počátku května. Plody následně rychle uzrávají a lodyhy počátkem léta již chřadnou a uvadají.

## Popis
Vytrvalá, poněkud dužnatá, křehká bylina, vysoká do 20 cm, vytvářející velké řídké kolonie. Z dlouhého, tenkého, rozvětveného oddenku vyrůstají lysé, slabě trojhranné, nevětvené lodyhy, které mívají nejčastěji jen jeden až dva listy. Přízemní listy s dlouhými řapíky mají okrouhlou či ledvinovitou, 1 až 2,5 cm dlouhou čepel, která je na bázi hluboce srdčitá, po okraji hrubě vroubkovaná a oboustranně chlupatá. Lodyžní listy vyrůstající střídavě jsou menší, mají kratší řapíky a jejich čepel je na bázi mělce srdčitá.
Na vrcholu lodyhy vyrůstají drobné, jen asi 5 mm velké, nevýrazné, oboupohlavné květy s nápadnými, žlutozelenými, listům podobnými listeny, které mají za cíl přilákat opylovače. Přisedlé květy jsou sestaveny do plochých, dvouramenných vrcholíků čítajících šest až třicet květů. Jednoduché, čtyřčetné květy mají nálevkovitý kalich tvořený čtyřmi široce vejčitými, na bázi srostlými lístky, květní koruna není vyvinutá. Spodní semeník tvořený dvěma plodolisty má jeden oddíl s mnoha vajíčky, je srostlý s miskovitou číškou a v ní je osm krátkých tyčinek s prašníky. Květy jsou nejčastěji opylovány hmyzem s krátkým sosákem (mouchy), do úvahy připadá i samoopylení. Ploidie druhu je 2n = 48.
Plod je jednopouzdrá, mnohosemenná tobolka se dvěma zobánky. Otvírá se párem chlopní a obsahuje eliptická, tmavá, lesklá semena asi 0,7 mm velká. Vztyčená tobolka má po otevření miskovitý tvar a kapky deště rozstřikují drobná semena. Rostliny se šíří také vegetativně rozrůstáním tenkých oddenků.

## Možnost záměny
Mokrýš střídavolistý si lze splést pouze s druhým zástupce rodu mokrýš rostoucím v Česku, se vzácnějším mokrýšem vstřícnolistým. Hlavním viditelným odlišením jsou u něj vstřícně vyrůstající lodyžní listy, přízemní listy s klínovitou (ne srdčitou) bázi a vytváření hustých, polštářovitých porostů.

## Galerie

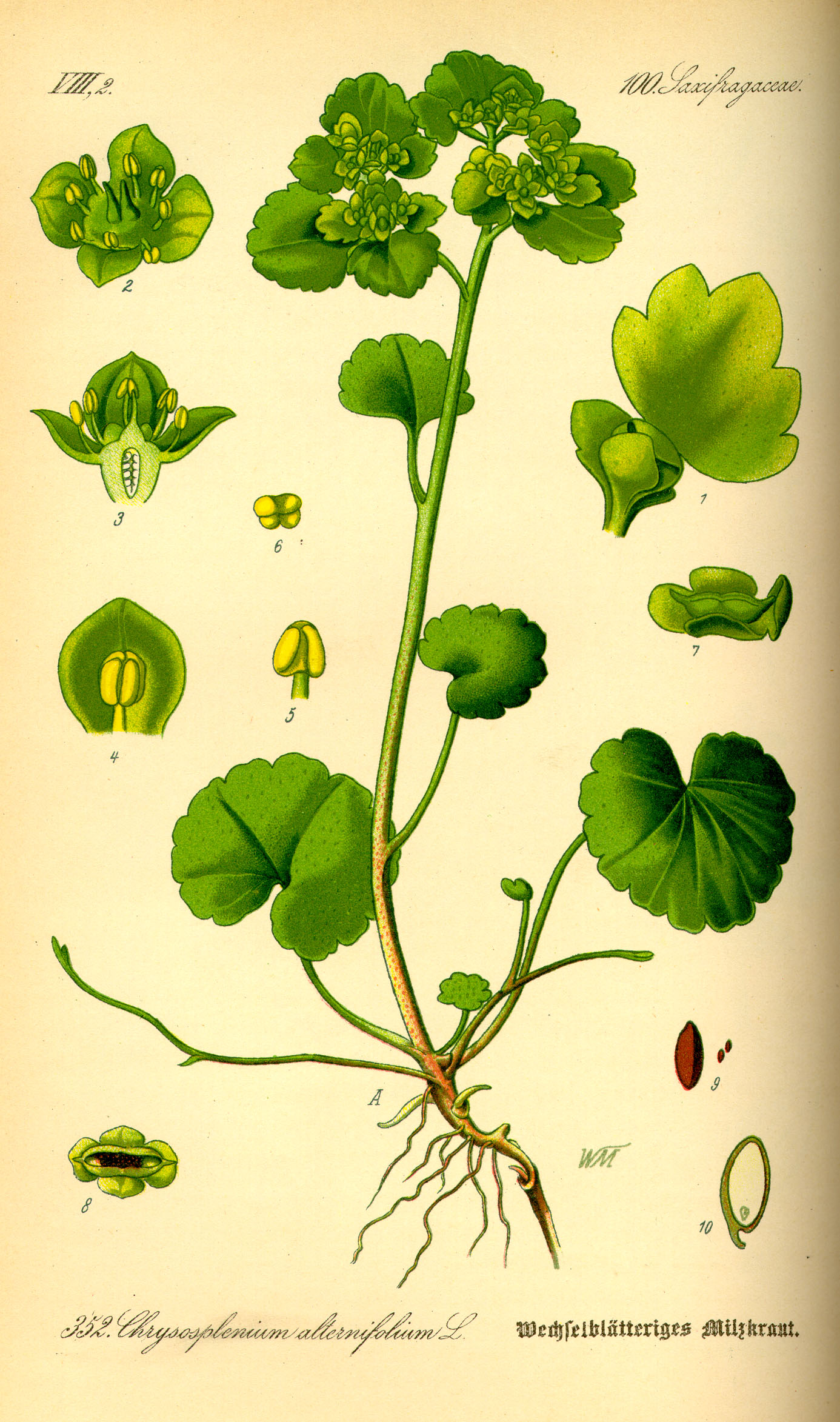
Zobrazení rostliny
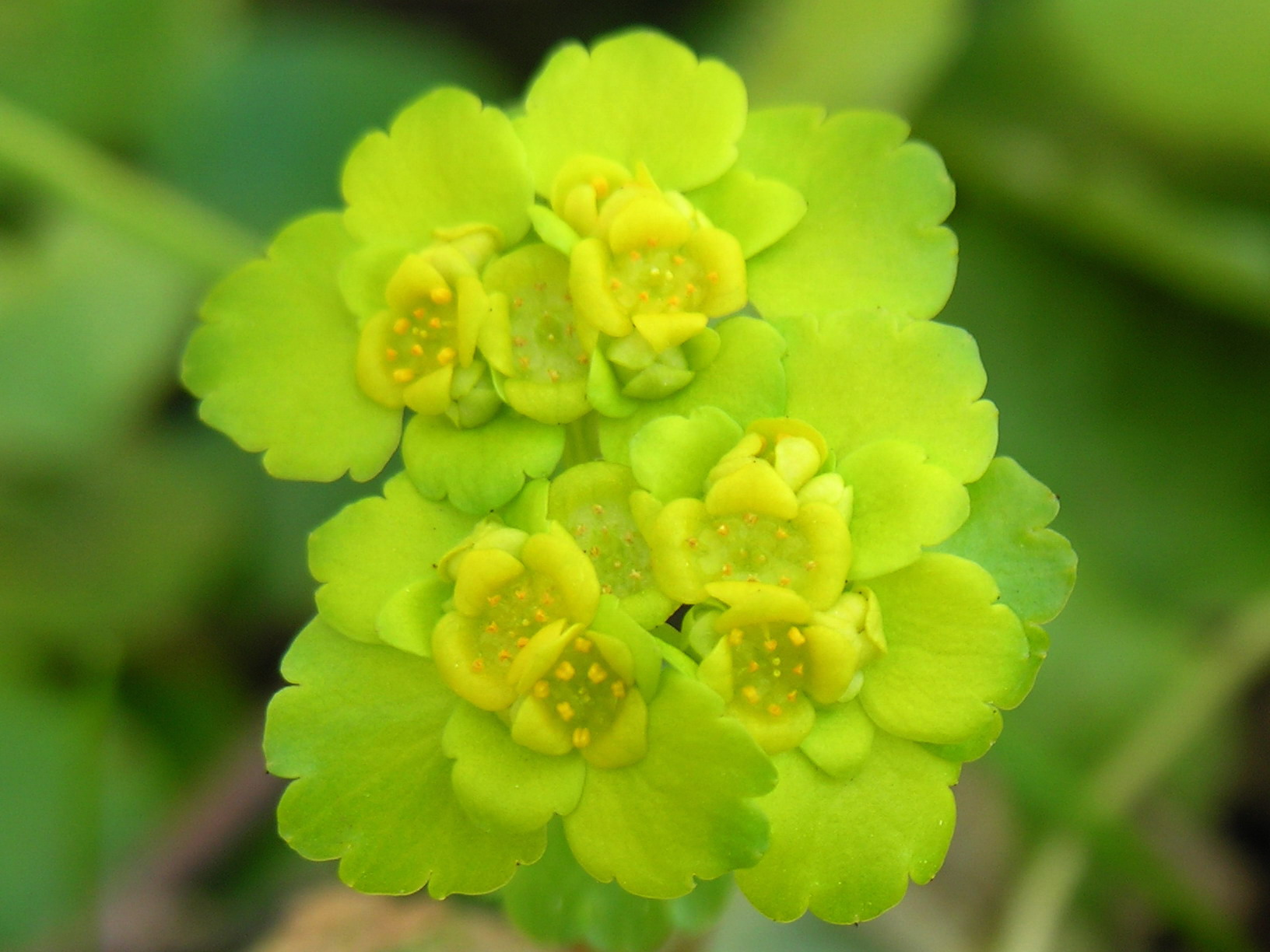
Květenství
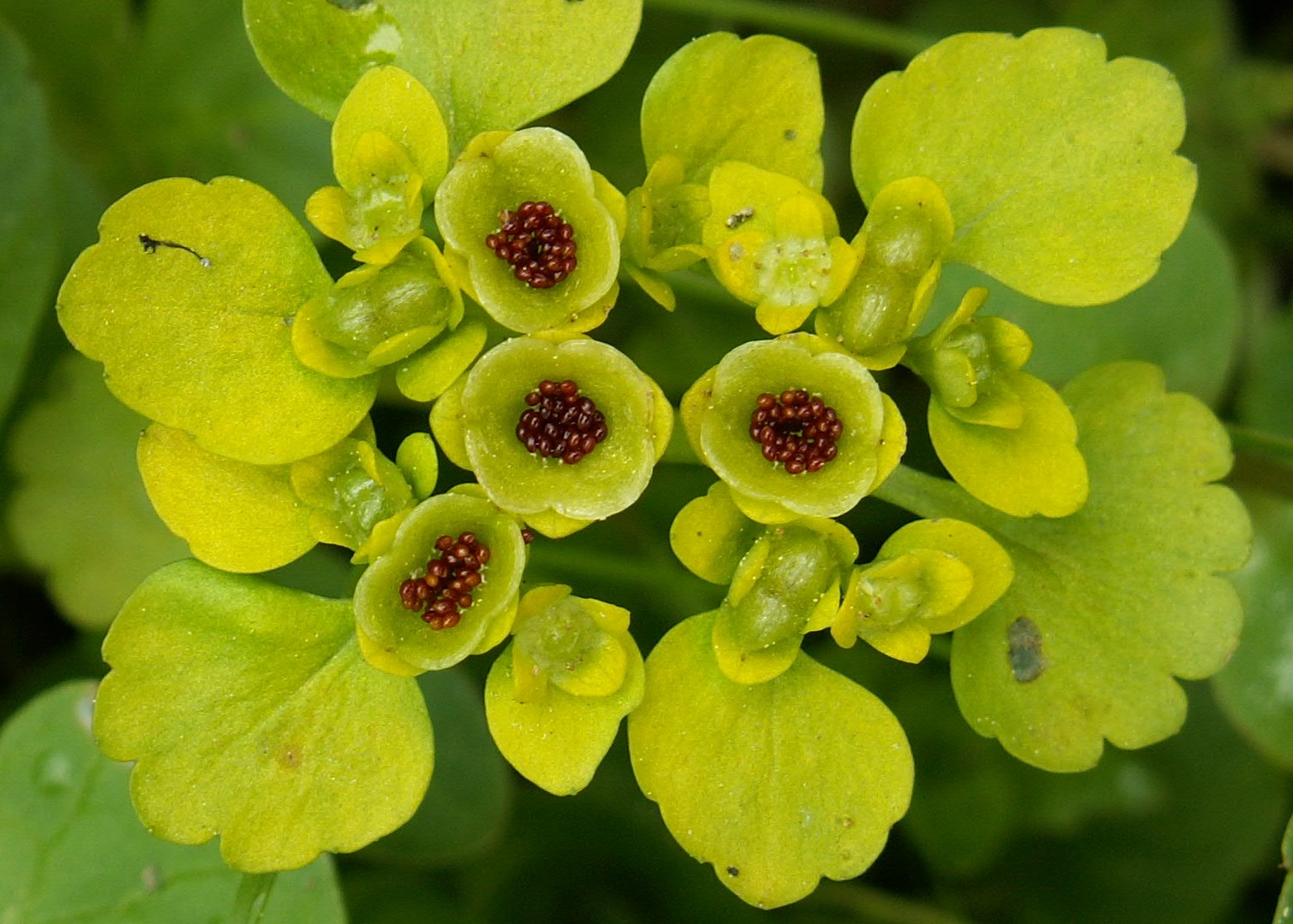
Otevřené tobolky se semeny
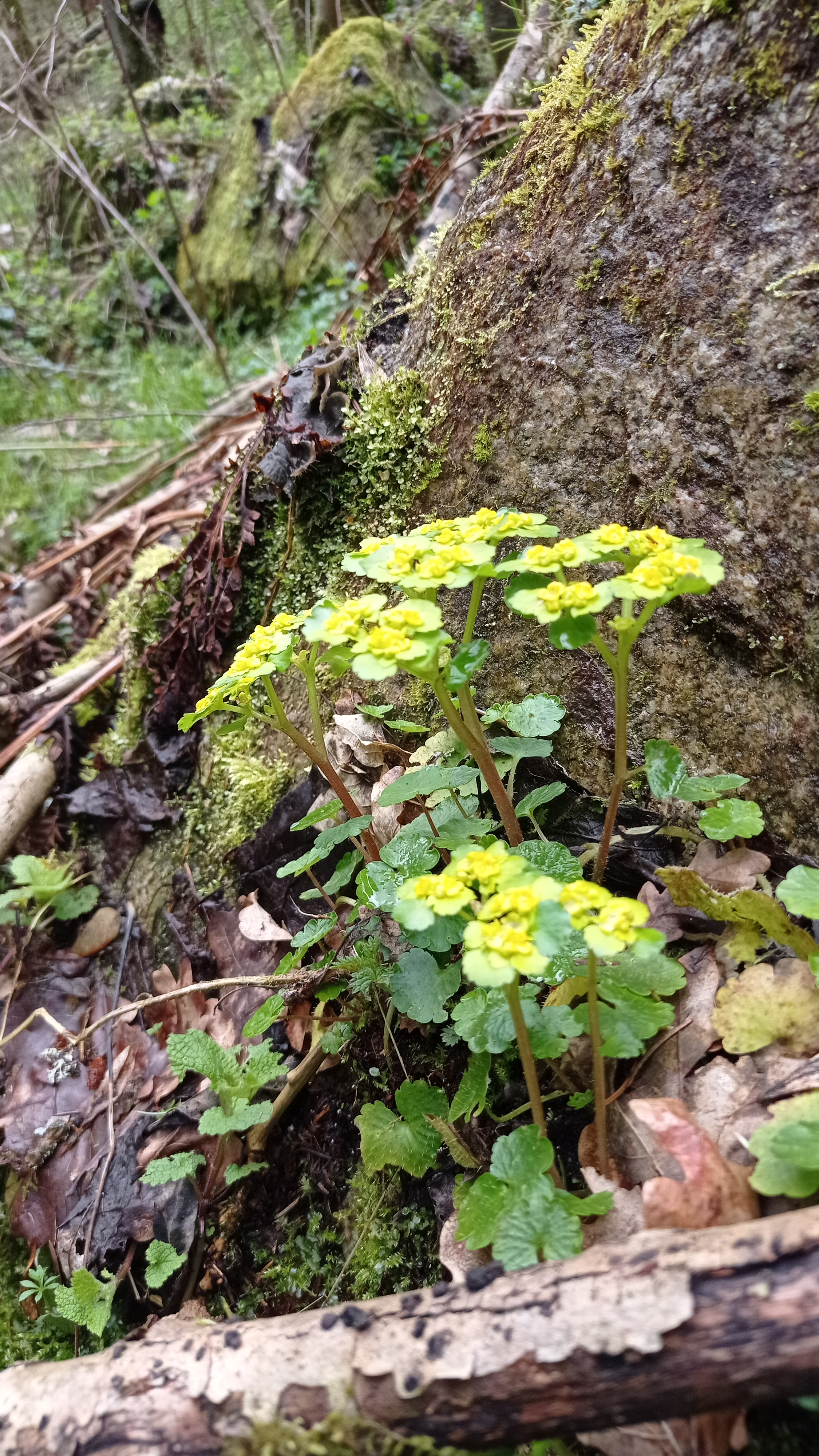
Na typickém lesním stanovišti